# Paspalum hintonii
Paspalum hintonii är en gräsart som beskrevs av Mary Agnes Chase. Paspalum hintonii ingår i släktet tvillinghirser, och familjen gräs. Inga underarter finns listade i Catalogue of Life.